# بوب ميرفي
بوب ميرفي هو لاعب هوكي الجليد كندي، ولد في 27 يناير 1951 في تورونتو في كندا.

## وصلات خارجية
- بوب ميرفي على موقع EliteProspects.com (الإنجليزية)
- بوب ميرفي على موقع HockeyDB.com (الإنجليزية)